# Przeklęta Ameryka
Przeklęta Ameryka – polski film obyczajowy z 1991 roku

## Fabuła
Jest maj 1989 – do Polski wraca po 8 latach spędzonych w USA, Zbyszek Butryn, były działacz "Solidarności". W grudniu 1981 roku rozstał się z żoną,
Teresą, która zmieniła pracę i adres zamieszkania, a nawet nazwisko. Jednak Teresa zginęła kilka miesięcy wcześniej w wypadku samochodowym i osierociła swoje dzieci, 15-letniego Piotra i 8-letnią Karolinę. Oboje są w dwóch różnych domach dziecka. Piotr przypadkiem dowiaduje się, że Zbyszek
jest w Polsce i informuje o tym Karolinę. Aby odszukać ojca, Piotr ucieka z domu dziecka.

## Obsada
- Edward Żentara − Zbyszek Butryn
- Anna Mucha − Karolina
- Janusz Onufrowicz − Piotr
- Katarzyna Butowtt − Jane
- Ewa Wiśniewska − Teresa
- Jerzy Zelnik − Ryszard
- Sylwia Wysocka − Monika
- Stanisław Michalski − sierżant
- Karolina Tchórzewska − Krysia
- Jarosław Kopaczewski − Jacek
- Jerzy Moes − komendant MO
- Dominik Łoś
- Izabela Orkisz
- Jan Pęczek
- Jerzy Schejbal